# Vreedzaammarkt
De Vreedzaammarkt, ook wel Djoeka Wojo of  Marronmarkt, is een overdekte markt naast de Centrale Markt aan de Waterkant in Paramaribo, Suriname. De markt is gevestigd in een gebouw naast de Centrale Markt aan de Waterkant en is van maandag tot en met zaterdag geopend.
Op de markt worden erfgoedproducten aangeboden uit de inheemse en marroncultuur, variërend van ambachtelijke voorwerpen traditionele gerechten tot producten die worden gebruikt in de religie, rituelen, volksgeneeskunst en muziek. De markt is van maandag tot en met zaterdag geopend. Voorbeelden zijn drankjes om het libido te versterken en kruiden voor het maken van een switi watra-bad. Andere voorbeelden van bosproducten op de markt zijn gedroogde bladeren en zaden om sieraden te maken, noten en passievruchten (markoesa's).

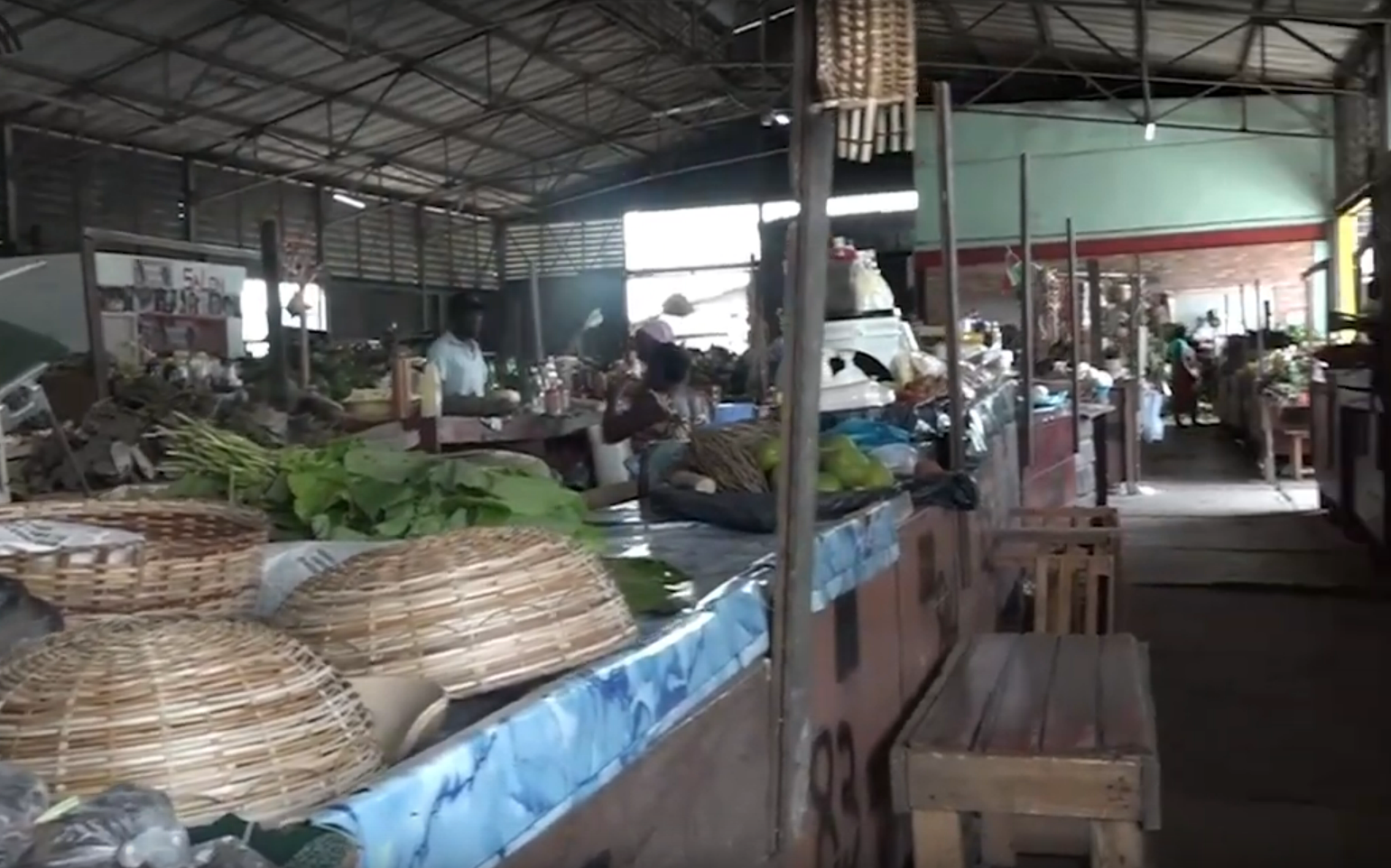
Vreedzaammarkt in 2022

## Geschiedenis
Op deze plek bevond zich de loods van Koninklijke Nederlandse Stoomboot-Maatschappij (KNSM) en het verpakkingscentrum van het Centraal Importbedrijf Suriname (CIS). Na veel overleg met een groep straatverkopers stelde minister Werner Vreedzaam van Regionale Ontwikkeling dit gebouw in 1989 beschikbaar als marktgebouw. Het maakt deel uit van de Centrale Markt en is in de volksmond bekend geworden als Vreedzaammarkt. Er wordt ook naar verwezen als de oude loods.  De markt werd in 2012 gerenoveerd
De markt kwam enkele keren in het nieuws vanwege arrestatie van dealers in verdovende middelen.